# Charles Rochussen
Charles Rochussen (Kralingen, 1 augustus 1814 — Rotterdam, 22 september 1894) was een Nederlands kunstschilder, lithograaf en ontwerper.

## Jeugd en opleiding
Charles Rochussen kwam uit een welgestelde familie; hij was een zoon van de zeep- en zoutfabrikant Hendrik Rochussen, een verzamelaar van kunst en oudheden, en Judith Bethlemine Charlotte Hubert. Zijn broer Henri (1812-1889) werd eveneens een schilder en tekenaar. Charles vertrok op zijn 22ste vanuit Rotterdam naar Den Haag om daar het schildersvak te leren, ondanks dat er aanvankelijk een carrière in de handel voor hem was uitgestippeld. Rochussen volgde aldaar zijn opleiding aan de academie. 
Zijn vroegste schilderij ontstond al op het atelier van zijn leraar Wijnand Nuijen, ca. 1837-38, waar hij uiteindelijk slechts korte tijd les kreeg vanwege de vroege dood van deze schilder in 1839. Samen met Nuijen's andere leerling Charles Leickert was hij slippendrager op de begrafenis van zijn jong gestorven leermeester. Hij vond een tweede leraar in Nuijen's vriend Antonie Waldorp.

## Leven en werk
Na de dood van Nuijen trok Rochussen naar Brabant waar hij de schilder Tavenraat ontmoette, en tekende en schilderde daar diverse landschappen. Al vroeg toonde hij bovendien een bijzondere vaardigheid in het tekenen van figuren en landschappen; met groot gemak tekende hij alles wat hij wilde. Dit maakte hem tot de eerste illustrator van zijn eigen tijd; het illustreren van boeken werd zo zijn specialiteit; hij heeft veel geëtst en gegraveerd. Zo werden al in de 'Kunstkronijk' van 1841-42 diverse litho's van zijn hand gepubliceerd, zoals 'Bom[schuit] op het strand' en 'De Veerpont'. De eerste litho maakte hij naar zijn eigen aquarel (van 1840) waarin nog duidelijk een verwantschap herkenbaar was met zijn leraar Nuijen; met name in de drukte en activiteit van de figuren rondom een binnengekomen vissersboot.
In 1840-41 verscheen een uitgave van Vondel's 'Gijsbrecht van Amstel', geïllustreerd met 14 litho's van Rochussen die zijn vroege historische belangstelling duidelijk aantoonden. Hij werd in die jaren al gauw  'een opregte duizendkunstenaar genoemd' . Hij maakte veel schilderijen met afbeeldingen uit de vaderlandse geschiedenis, militaire stukken, stads- en strandgezichten, jachtpartijen en paardenrennen. Rochussen heeft verschillende buitenlandse reizen gemaakt, waarbij onder andere Duitsland, Frankrijk en België werden bezocht.

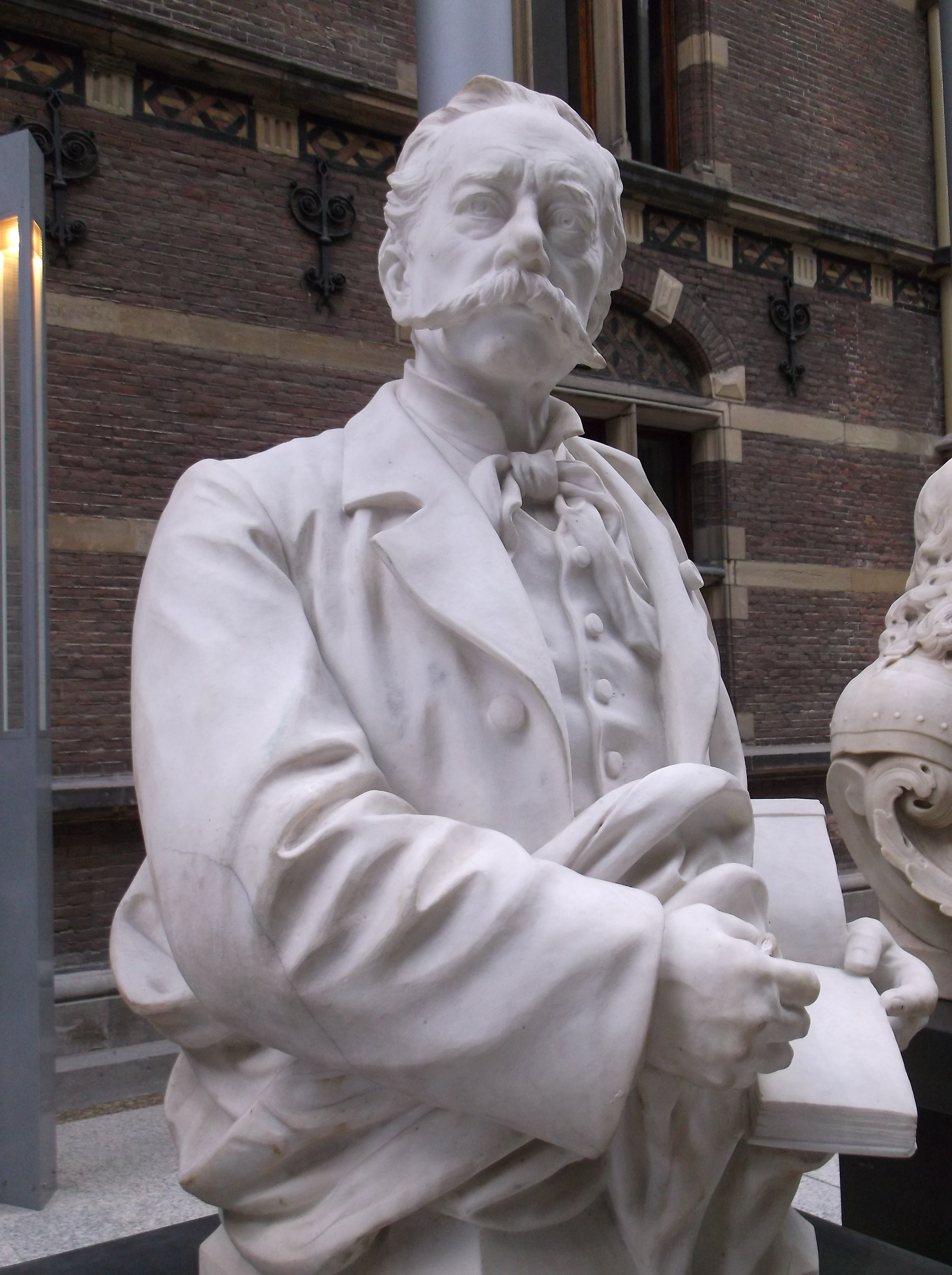
Buste van Rochussen (1884), door Bart van Hove in de Statenpassage.

De tijd dat Rochussen in Den Haag woonde was hij goede vrienden met Sam Verveer  'de ziel der toenmalige Haagsche schildersbent'  en met Charles Leickert; voor de laatste stoffeerde hij in ieder geval één keer een werk; hij schilderde de figuurtjes in een al gemaakte schilderij van zijn vriend; beiden zouden in 1849 naar Amsterdam vertrekken en daar gaan werken.    
Na een verblijf van twintig jaar in Amsterdam (van 1849 tot 1869) keerde hij terug naar Rotterdam; in de negentiende-eeuwse handelsstad was Rochussen een toonaangevende persoonlijkheid. De Rotterdamse notabele was zowel kunstenaar en ontwerper (van bijvoorbeeld historische optochten) als bestuurder van de Rotterdamse kunstacademie en diverse organisaties op cultureel gebied.

### Schilderstijl
Rochussen schilderde historie-stukken; met name veel taferelen uit de vaderlandse geschiedenis; in de eerste helft van de negentiende eeuw stonden deze historieschilderingen in hoog aanzien. Kunst moest lijken op die uit de Gouden Eeuw en had te de taak om een verhaal vertellen, het liefst over gebeurtenissen uit de Tachtigjarige Oorlog. Kunst, zo wordt nog weleens gesteld, bekeek men in die tijd 'met de oren'. Tientallen jaren heeft men de eigen geschiedenis gezien zoals Rochussen deze aan het doek toevertrouwde. Later vonden velen hem echter te modern worden in zijn schilderstijl(bron?). In het werk van Rochussen is bovendien een goed observatievermogen te onderkennen.
Later in zijn leven ontstond een spontane schildertrant; hij begon losser te schilderen, meer in de trant van het opkomend impressionisme, zoals goed te zien is in een paneeltje dat hij waarschijnlijk buiten schilderde in 1861: 'De Zondagmiddagwandeling'. Rochussen leefde dan ook op het breekpunt van twee tijdperken: de periode die haar waarden aan het verleden ontleende èn de tijd waarin de kunst zich juist van de oude tradities probeerde te bevrijden. Jan Veth zal hem later met recht een schilder noemen met een   'voorlijk impressionistische visie.' ’; niet toevallig was Rochussen dan ook o.a. leraar van de latere stads-impressionist Breitner. 
Zijn gehele leven bleef Rochussen ongehuwd; hij overleed op 80-jarige leeftijd in 1894 en werd begraven op de Algemene Begraafplaats Crooswijk.

## Trivia
In 2020 werd in het televisieprogramma Tussen Kunst & Kitsch een schilderij van Adriaan de Lelie getaxeerd, waarop de familie Rochussen is afgebeeld, met Charles Rochussen als baby op de schoot van zijn moeder.
In de Rotterdamse wijk Dijkzigt is er een straat naar Rochussen vernoemd: de Rochussenstraat. Ook is er in Deventer, in de wijk de Vijfhoek, een straat naar hem vernoemd: Charles Rochussenstraat. En in de Haagse Schilderswijk is er ook een Rochussenstraat vernoemd naar de schilder.

## Werk in openbare collecties (selectie)
- Rijksmuseum Amsterdam, Amsterdam[8]
- Museum Rotterdam
- Wereldmuseum

## Galerij van zijn werken (selectie)

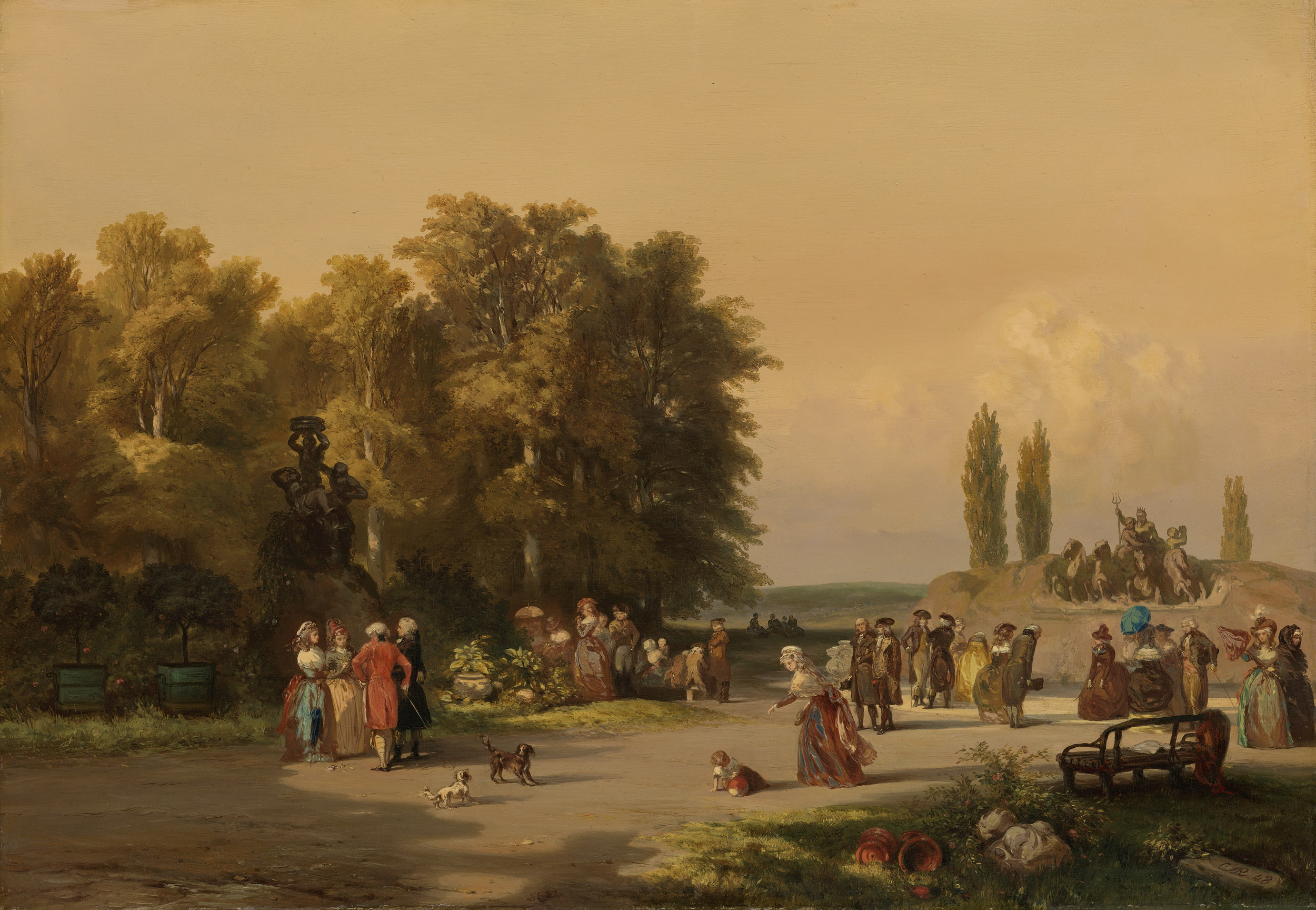
Park in de omgeving van Parijs, 1848, olieverf op paneel, Rijksmuseum Amsterdam
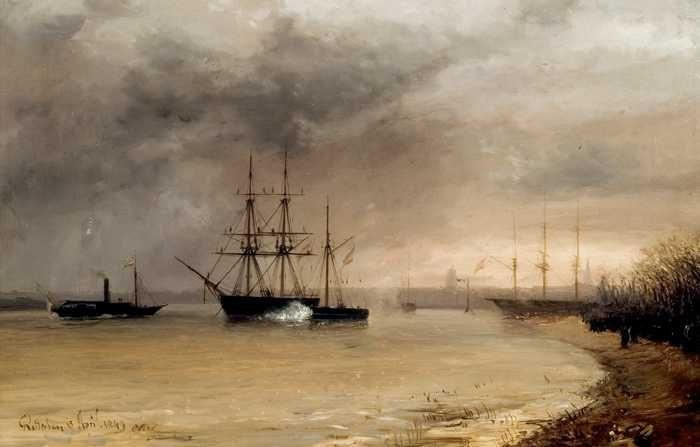
De aankomst van het lijk van Willem II in Rotterdam, 1849, olieverf op doek, Museum Rotterdam
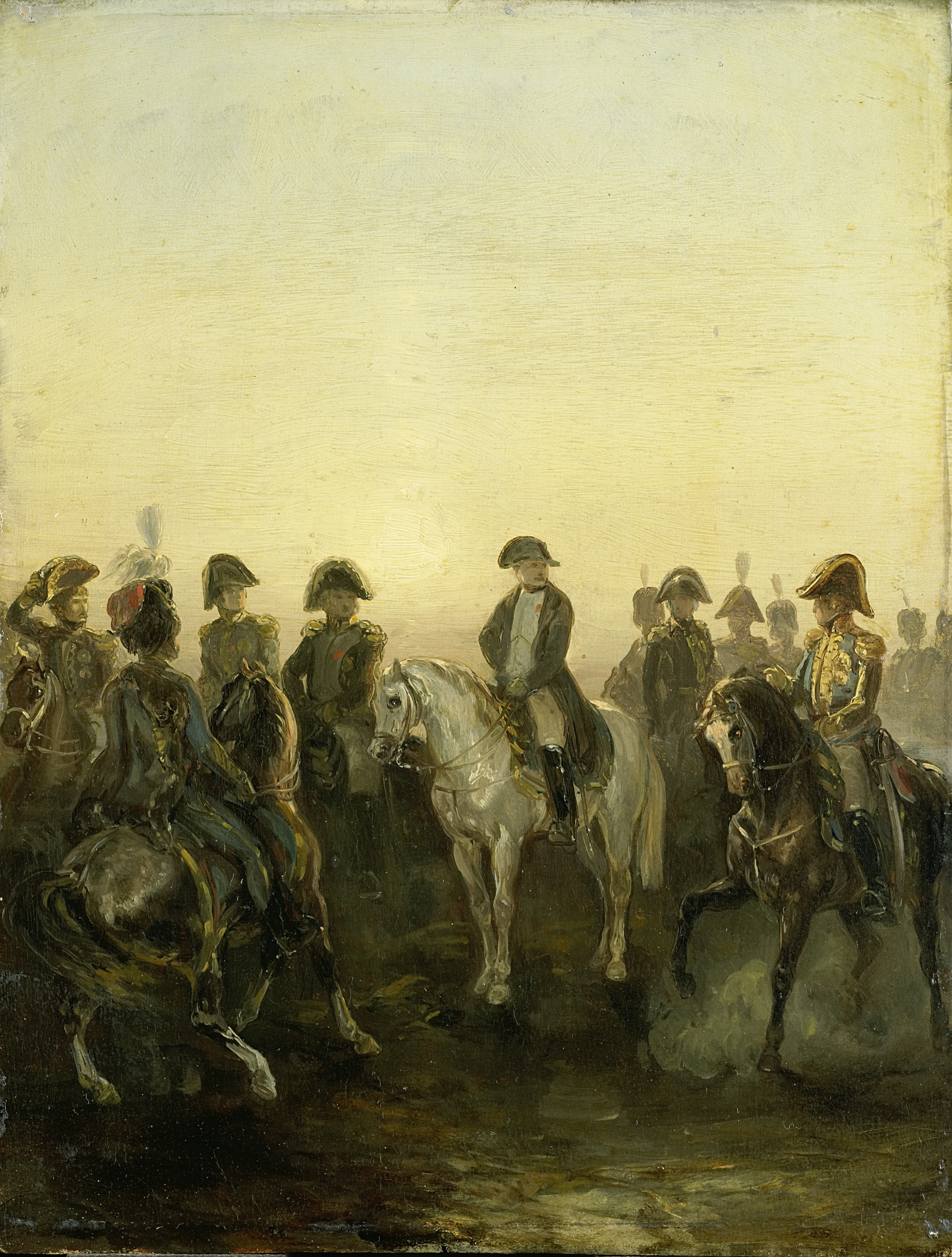
Napoleon met zijn staf, c. 1840-50, olieverf op paneel, Rijksmuseum Amsterdam
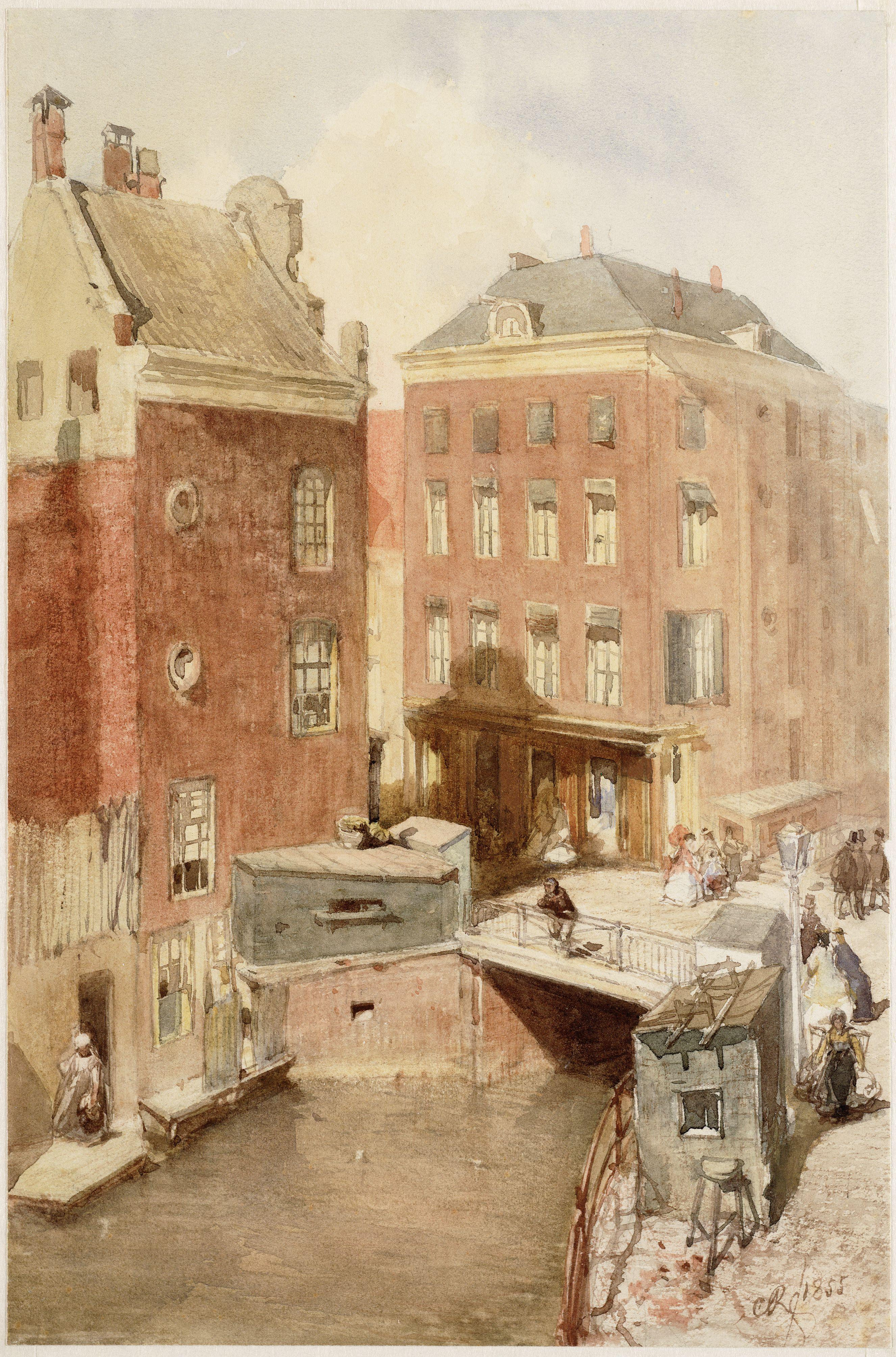
De Osjessluis in Amsterdam, 1855, aquarel op papier, Stadsarchief Amsterdam
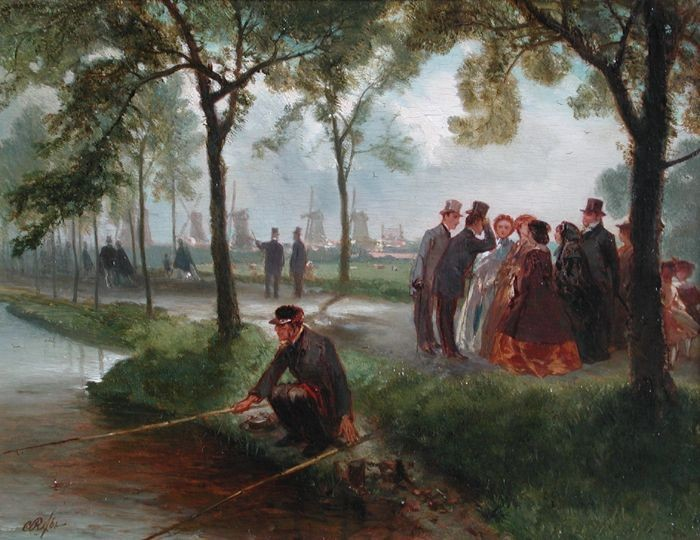
De zondagmiddagwandeling (voorheen: 'Schouw van Schieland'), 1861, olieverf op hout, Museum Rotterdam
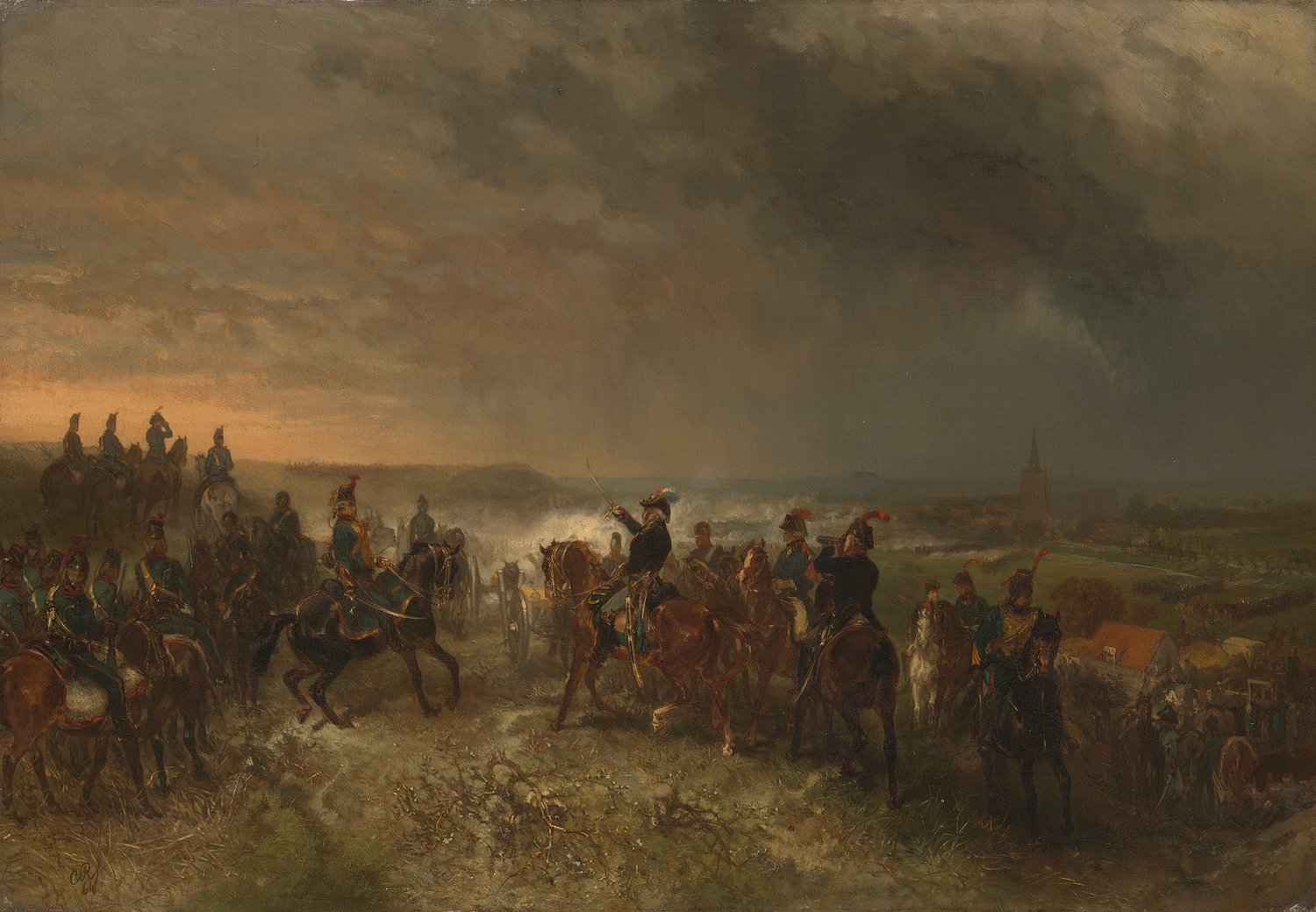
Slag bij Castricum, 1864, olieverf op doek, Amsterdam Museum
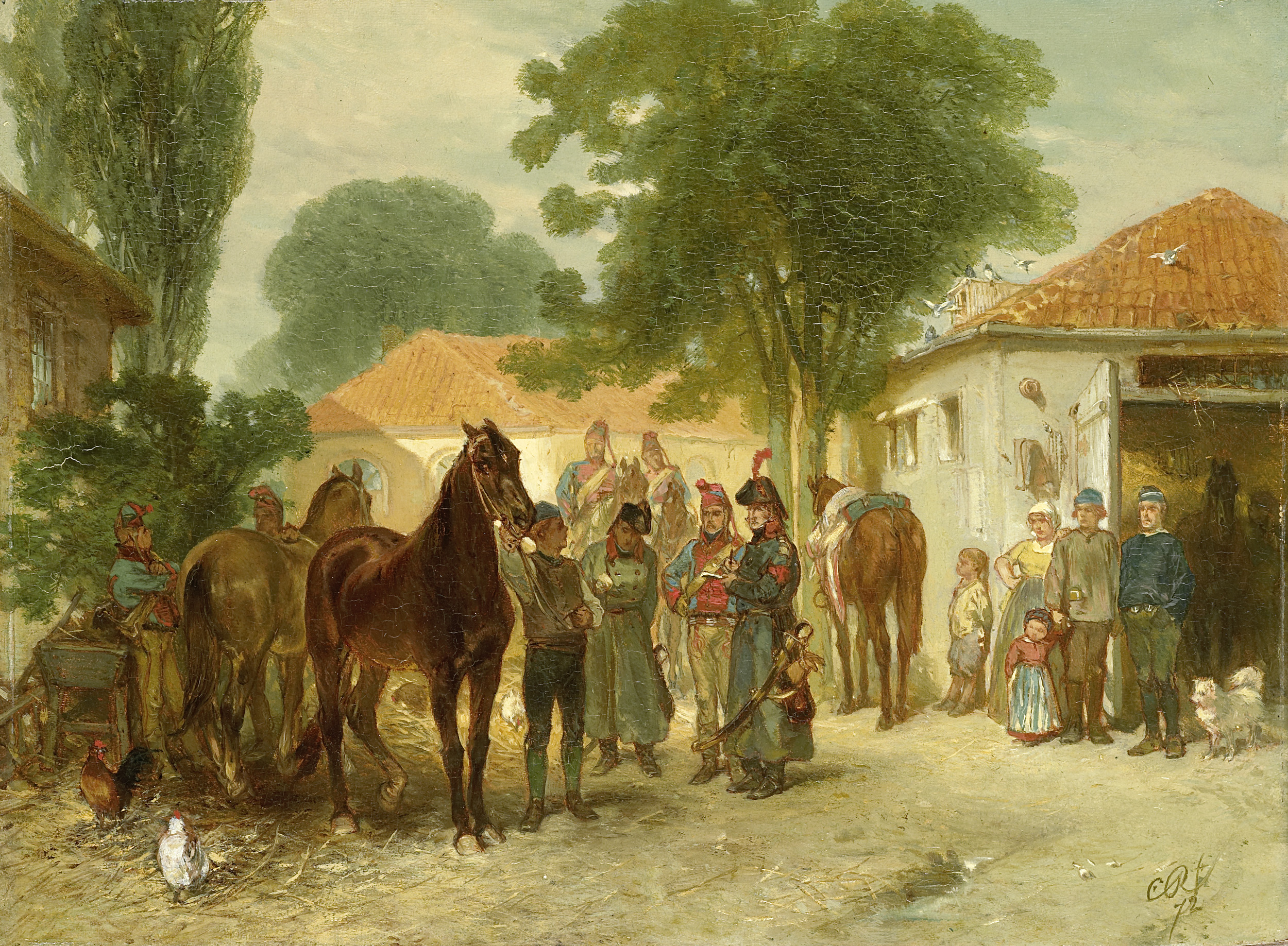
De Requisitie, 1872, olieverf op paneel, Rijksmuseum Amsterdam
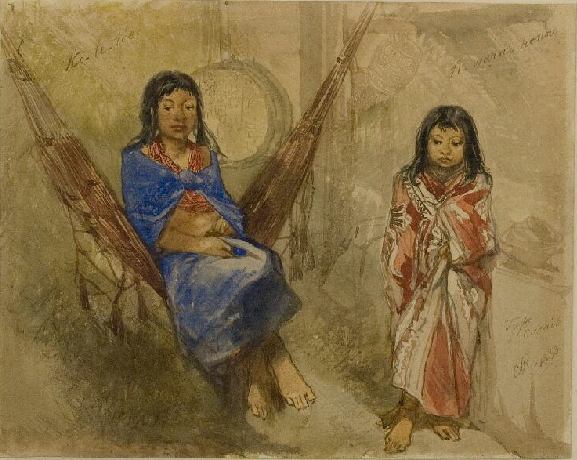
Surinaamse inlanders op de Internationale Uitvoerhandel tentoonstelling te Amsterdam, 1883, aquarel op papier, Wereldmuseum Rotterdam

- Bibliothèque nationale de France: cb13511709x (data)
- Biografisch Portaal: 99077308
- Digitale Bibliotheek voor de Nederlandse Letteren: roch004
- Gemeinsame Normdatei: 119262002
- International Standard Name Identifier: 0000 0000 6654 2372
- Library of Congress Control Number: nr97044630
- Nederlandse Thesaurus van Auteursnamen: 068335504
- RKD-Nederlands Instituut voor Kunstgeschiedenis: 67474
- Système universitaire de documentation: 050377884
- Union List of Artist Names: 500011470
- Virtual International Authority File: 37073188
- WorldCat: E39PBJkMMmMKpqX3pVFMPVQg8C